# لوئیس آلفونس کویاگیالو
لوئیس آلفونس کویاگیالو (انگلیسی: Louis Alphonse Koyagialo؛ ۲۳ مارس ۱۹۴۷ – ۱۴ دسامبر ۲۰۱۴) یک سیاست‌مدار اهل جمهوری دموکراتیک کنگو بود.